# Bill Watterson
Bill Watterson (született William B. Watterson II) (Washington, 1958. július 5. –) amerikai képregényalkotó, a kritikailag is elismert Kázmér és Huba című képsor írója és rajzolója.

## Életpályája
Bill Watterson 1958. július 5-én született Washingtonban.  Hatéves korában a család az ohiói Chagrin Fallsba költözött. Watterson 1976 és 1980 között a Kenyon Főiskola hallgatója volt, ahol politikatudományból diplomázott. A főiskola elvégzése után néhány hónapig a The Cincinnati Post politikai karikaturistájaként dolgozott. Képsoraival csak több éves próbálkozás után sikerült felkeltenie a sajtóügynökségek figyelmét. Kritikailag is elismert és több díjjal is kitüntetett Kázmér és Huba című munkája eredetileg 1985 és 1995 között jelent meg az Egyesült Államok számos folyóiratában.
Bill Watterson házas. Felesége, Melissa, szintén művész. Családjával a nyilvánosságtól elvonultan, Chagrin Fallsban él.

## Kázmér és Huba
Bill Watterson egyetlen jelentős képsora, a Kázmér és Huba eredetileg 1985. november 18. és 1995. december 31. között jelent meg az Egyesült Államok számos újságjában. A sorozat címszereplője a hatéves Kázmér, és plüssjátéka, Huba, aki a kisfiú számára egy antropomorf tigrisként elevenedik meg. A kezdetben mindössze néhány tucat lapban közölt képsor egy évtizedes megjelenése során kimagasló népszerűségre és kritikai elismertségre tett szert világszerte. A Kázmér és Huba több tanulmány és értekezés témája is volt, melyek gyakran a Watterson által ábrázolt valóság relativitását vizsgálták.

## Magyarul
- Kázmér és Huba gyűjtemény; ford. Nikowitz Nóra; Vad Virágok Könyvműhely, Újhartyán, 2007–2013
  - 1. Kázmér és Huba; 2007
  - 2. Valami folyik az ágy alatt; 2007
  - 3. Irány észak!; 2008
  - 4. Marslakók és más furcsaságok; 2008
  - 5. Bosszú, édes bosszú; 2009
  - 6. A tudományos fejlődés zsákutcája; 2009
  - 7. A vérszomjas hómutánsok támadása; 2010
  - 8. Annyi a tennivaló!; 2010
  - 9. Véres mancsú dzsungelmacskaszörny; 2011
  - 10. Tele a világ kincsekkel!; 2011
  - 11. Varázslatos világ; 2013
- Kázmér és Huba. Jubileumi válogatás; ford. Nikowitz Nóra; Vad Virágok Könyvműhely, Bp., 2012
- Kázmér és Huba képeskönyve lusta vasárnapokra. Vasárnapi Kázmér és Huba képsorgyűjtemény; ford. Nikowitz Nóra; Vad Virágok Könyvműhely, Bp., 2012
- Kázmér és Huba felfedezése; ford. Nikowitz Dorka, Nikowitz Nóra, Benes Attila; Vad Virágok Könyvműhely, Újhartyán, 2019